# Elias Howe

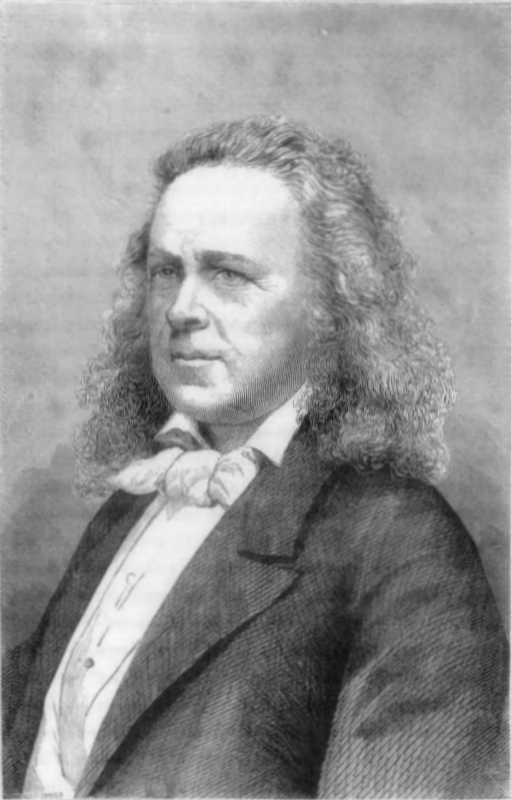
Elias Howe.

Elias Howe, född 9 juli 1819 i Spencer, Massachusetts, död 3 oktober 1867, var en amerikansk ingenjör.
Då Elias Howe jobbade han på en kardfabrik i Boston fick han idén att göra en mekanisk symaskin (det finns även uppgifter på att han ska ha jobbat i en maskinaffär). Han hade hört rykten om att det skulle vara en lönsam uppfinning. Howe lånade en mindre summa pengar av en god vän och begav sig till en vindskammare i Cambridge, där han stannade tills han hade en symaskin. Efter 6 månader steg han ut iklädd plagg sydda av sin egen symaskin, som sydde 250 stygn per minut.
Han visade upp maskinen för flera betydelsefulla personer men de blev inte särskilt begeistrade och efter ekonomiska bakslag som ledde till att han bland annat tvingades låta en vän bli delägare i patentet valde Howe att bege sig till England för att försöka tjäna pengar.
Inte heller i London nådde Howe någon framgång och han blev tvungen att än en gång sälja en del av patentet för 4 000 riksdaler till en viss Mr. Thomas, en kapitalist som sedan skulle komma att betala 40 000 kronor till en annan person som gjorde en enkel förbättring av maskinen.
Howes ekonomi försämrades ytterligare och för en låg lön fick han anställning på Mr. Thomas korsettfabrik. Howe fick till och med pantsätta sina egna plagg för att kunna livnära sig. Han blev ännu en gång bedragen och i återvände slutligen till Amerika igen. Han anlände till New York i april 1849.
Där upptäckte han att hans uppfinning hade blivit plundrad på detalj efter detalj medan han hade varit i London. (Bland annat hade Isaac Merrit Singer som utvecklat den upp-och-nedåtgående rörelsen). Howe kände sig tvingad att pantsätta den del av patentet som fortfarande var hans för att kunna starta en process mot patenttjuvarna. Howe vann slutligen målet och fick en större ersättning i skadestånd.